# Міс мільйонерка
«Міс мільйонерка» (рос. «Мисс миллионерша») — російський радянський художній фільм Олександра Рогожкіна, знятий на кіностудії «Ленфільм» 1988 року.

## Зміст
Дія фільму відбувається у другій половині 1980-х, за часів перебудови. Все має бути обнадійливо і красиво, а особливо на телебаченні. А репортерові, який мріє робити матеріали на злободенні теми, доручають зняти сюжет про мільйонного жителя. Уся група займається пошуком підхожої та правильної кандидатури на цю роль. І ось, коли вона знайдена і сюжет випущений в ефір, виявляється, що родина ця далека від благополуччя.

## Ролі
- Микола Караченцов
- Тетяна Михалевкіна
- Віктор Бичков
- Роман Філіппов
- Олена Мельникова — Віра Вікторівна Казакова, лікар-терапевт
- Оксана Мисіна
- Юрій Дубровін — Валерій Іванов, будівельник
- Наталія Назарова
- Микита Михайловський
- Олена Перцева

## Знімальна група
- Автор сценарію: Анатолій Усов
- Режисер: Олександр Рогожкін
- Оператор: Іван Багаєв
- Художник: Олександр Загоскіна
- Композитор: Владислав Панченко
- Звук: Лариса Маслова

## Знімання
Фільм знятий в Нижньому Новгороді (в той час Горькому). При цьому чисельність населення в Горькому перевищила 1 млн осіб саме 1985 року, тобто за три роки до випуску фільму.